# Huaxmole

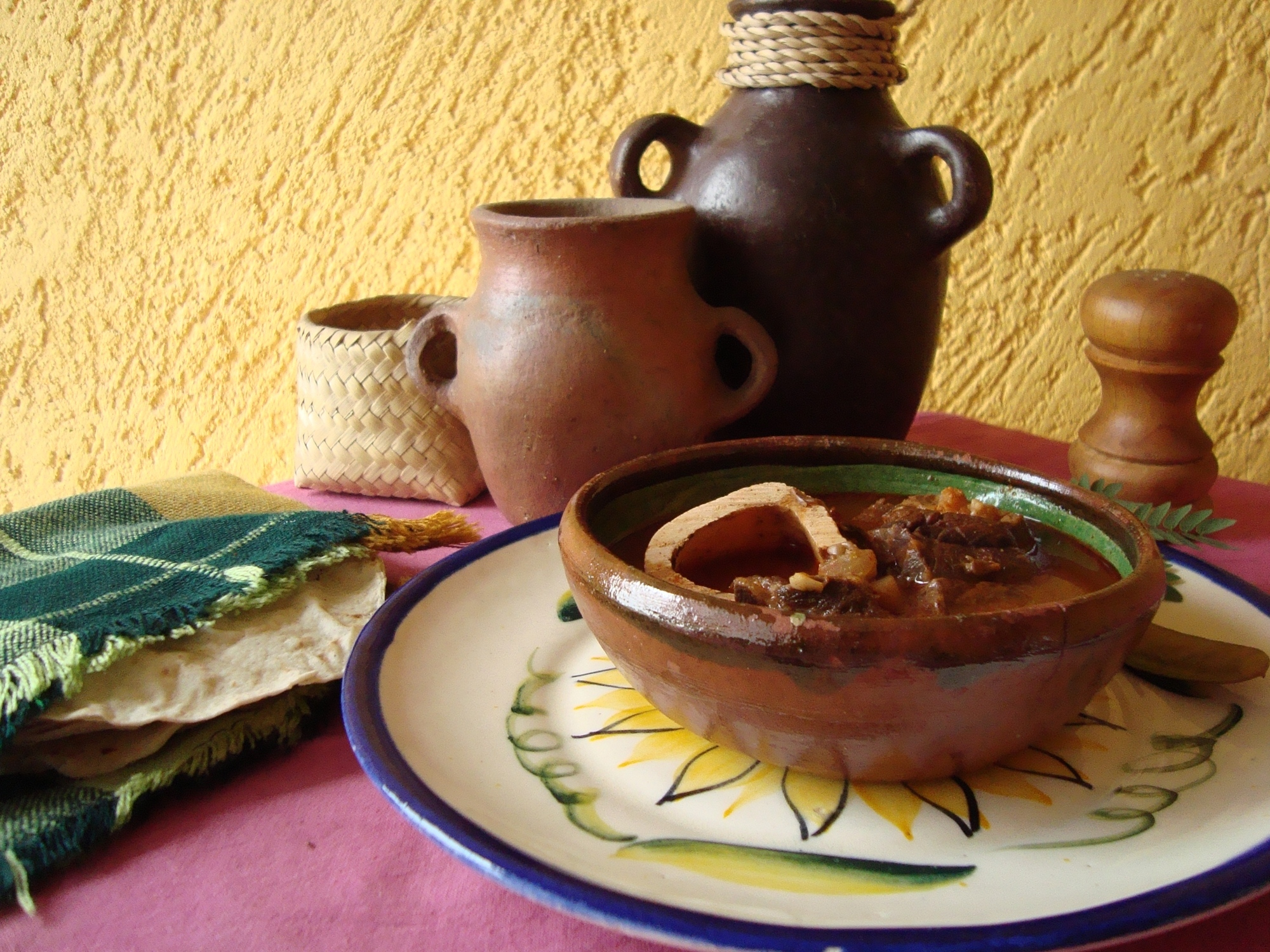
Huaxmole

Le huaxmole est un plat traditionnel datant de l'époque coloniale dans la gastronomie de la région Mixteca, dans le Sud du Mexique, il est aussi appelé guaxmole et mole de caderas.[réf. nécessaire]
Ce plat n'est pas un plat dit précolombien il date de l'époque coloniale car les caprins, les moutons et les bœufs ont été importés au Mexique par les Européens.
Préparée à base de viande de bouc, élevés principalement dans la région de Tehuacán (les boucs sont laissés sans eau pour augmenter le gout de la viande) (qui peut, à défaut, être remplacée par de la viande de mouton ou de porc) de divers piments tels que chipotle ou serrano et de graines fraîches de Leucaena leucocephala, ainsi que d'oignons.
Les plats servis sous ce nom dans les restaurants mais avec de la viande de bœuf le sont pour les touristes, principalement pour leur éviter le goût très prononcé de la viande de bouc,qui ainsi que pour une question de prix, le bœuf étant nettement meilleur marché, cette  pratique ôte toute sa spécificité à ce plat qui est basé sur les goûts puissants de ses ingrédients.

## Origines
Le huaxmole tire son nom du nahuatl signifiant sauce (mole)  de guaje, guaje (huax) étant le nom vernaculaire de Leucaena leucocephala (connu en français comme faux-acacia ou faux mimosa). 
C'est le mariage  de la viande de bouc et de la graine amère qui lui donne sa spécificité.

## Consommation
Le huaxmole a une fonction rituelle et se sert essentiellement lors du Festival de la Matanza qui marque le début de la saison d'abattage du bétail.
Sa consommation est peu courante, notamment à cause du coût prohibitif de sa préparation pour une région aussi pauvre que la Mixteca, elle l'est aussi pour sa teneur en mimosine qui est toxique pour l'homme et certains animaux.
Les restaurants touristiques servent parfois un pseudo huaxmole, fait avec d'autres ingrédients (bœuf, haricots verts) l'original n'a jamais été un plat de restaurant, mais de préparation familiale, tombé en désuétude, principalement pour les problèmes sanitaires (et de maltraitance des animaux)  engendrés par la viande et par le guaje.
Liste des ingrédients :
- 10 chiles costeños
- 10 chiles serranos
- 10 chiles cuicatecos
- 1 kg de tomatillo
- 2 kg de tomates
- 2 oignons
- un peu de saindoux
- une hanche de bouc
- une rack de côtes de bouc
- une poignée de guajes
- un bouquet de coriandre
- feuilles d'avocatier.